# توم هياري
توم هياري (بالهولندية: Tom Hiariej)‏ (25 يونيو 1988 في هولندا - ) هو لاعب كرة قدم هولندي في مركز الدفاع. شارك مع منتخب هولندا تحت 21 سنة لكرة القدم. أما مع النوادي، فقد لعب مع نادي إيمن ونادي غرونينغن ونادي كامبور.

## روابط خارجية
- توم هياري على موقع إي إس بي إن إف سي (الإنجليزية)
- توم هياري على موقع قاعدة بيانات كرة القدم.إي يو (الإنجليزية)
- توم هياري على موقع Soccerway.com (الإنجليزية)
- توم هياري على موقع عالم كرة القدم.نت (الإنجليزية)
- توم هياري على موقع AS.com (الإسبانية)